# Lista över avsnitt av För alla åldrar
Detta är en lista över avsnitt av TV-serien För alla åldrar.

## Säsong 1
| Nr i serien | Nr i säsongen | Titel       | Originalvisning  |
| --- | ------------- | ----------- | ---------------- |
| 1 | 1             | "Mat"       | 7 oktober 2009   |
| Tycker man om olika sorters mat beroende på hur gammal man är? |               |             |                  |
| 2 | 2             | "Kärlek"    | 14 oktober 2009  |
| Kan man bli kär när man är 100 år? |               |             |                  |
| 3 | 3             | "Pengar"    | 21 oktober 2009  |
| Allram Eest (Petter Lennstrand) besöker salongen för att klippa sig, men hamnar istället i ett samtal om sina pengar. |               |             |                  |
| 4 | 4             | "Spöken"    | 28 oktober 2009  |
| Är man rädd för olika saker beroende på hur gammal man är? |               |             |                  |
| 5 | 5             | "Sport"     | 4 november 2009  |
| 6 | 6             | "Musik"     | 11 november 2009 |
| Rockabillybandet Fatboy besöker salongen för att klippa sig och framför även sin låt Busy Bee. |               |             |                  |
| 7 | 7             | "Transport" | 18 november 2009 |
| 8 | 8             | "Tid"       | 24 oktober 2009  |
| Avsnitt 8 skulle sändas första gången den 25 november 2009, men av okänd anledning sändes det redan lördagen den 24 oktober (då reprisen av avsnitt 3 skulle sändas). Avsnitt 8 låg även uppe på SVT Play under helgen vecka 43, men togs bort på måndagen efter. I avsnittet kommer Allram Eest på besök hos Professorn för att prata om tid. |               |             |                  |
| 9 | 9             | "Teknik"    | 2 december 2009  |
| 10 | 10            | "Kläder"    | 9 december 2009  |
| Salongen får besök av en mormor (Py Bäckman). |               |             |                  |
| 11 | 11            | "Fusk"      | 16 december 2009 |
| 12 | 12            | "Jul"       | 23 december 2009 |

## Säsong 2
| Nr i serien | Nr i säsongen | Titel               | Originalvisning  |
| --- | ------------- | ------------------- | ---------------- |
| 13 | 1             | "Carpe Diem"        | 20 januari 2011  |
| Kyparn vill piffa upp saloonen. Farfar föreslår marmorstatyer, men Lilltjejen tycker det är finare med hästplanscher. Rydbergs Båthandel får besök av en man som vill köpa en optimistjolle, och Professorn åldersbestämmer en konstnär med hjälp av fiskdammsmetoden. |               |                     |                  |
| 14 | 2             | "Farfar fyller år"  | 27 januari 2011  |
| Farfar fyller år och försöker samla ihop alla sina gamla vänner till ett stort kalas. Professorn får besök av Allram Eest, som har flest vänner i hela världen. På restaurang Biff Rydberg får en familj inte sitta tillsammans när dotterns födelsedag ska firas. |               |                     |                  |
| 15 | 3             | "Game Over"         | 3 februari 2011  |
| Lilltjejens mamma tycker att Lilltjejen spelar för mycket TV-spel, och även Allram Eest har problem med för mycket spelande. Hos Undgomspensionärerna pågår en hård TV-spelskamp och Rydberg vägrar sälja datorspel till en 33-åring. |               |                     |                  |
| 16 | 4             | "Ett sjukt avsnitt" | 10 februari 2011 |
| Kyparn är sjuk, men är för spruträdd för att vaccinera sig. På "Astrid Rydbergs barnsjukhus" har en man fått en pil genom armen, och hemma hos Ungdomspensionärerna verkar Sulo ha dött. Kyparn tittar in hos Professorn som får anledning att testa sin åldersgenerator som gör Kyparn äldre. Avsnittet togs bort från SVT Play efter klagomål från tittare. I avsnittet blandar Farfar sina mediciner i en mixer och dricker allt på en gång. Vissa ansåg detta vara olämpligt. |               |                     |                  |
| 17 | 5             | "Old School"        | 17 februari 2011 |
| Kyparn får ett brev på franska, som bara Farfar kan tyda. Hos Ungdomspensionärerna ska Bananen lära sig flyga och professorn får besök av Snagge Bebis. |               |                     |                  |
| 18 | 6             | "Ninjans återkomst" | 24 februari 2011 |
| Lilltjejen ska gå på bio och se "Ninjans återkomst". Tyvärr visar det sig att filmen har åldersgräns och att Lilltjejen är för liten. Ungdomspensionärerna är utklädda till ninjor och fightas hemma i vardagsrummet. Professorn åldersbestämmer med skådespelarmodellen, och på Bio Rydberg hindrar Åldersgränsarn två kunder att se Persepolis, eftersom kunderna för gamla för tecknat.                                                                                        |               |                     |                  |
| 19 | 7             | "Länder"            | 3 mars 2011      |
| Kyparn vill ha semester och funderar på vilket land han ska åka till. Ungdomspensionärerna hjälper sin granne Bananen att bli av med sin flygrädsla. |               |                     |                  |
| 20 | 8             | "Kyparns brev"      | 10 mars 2011     |
| Farfar och Lilltjejen följer med Kyparn i bilen när han ska skynda iväg till brevlådan och posta ett brev, och ungdomspensionären Sulo måste skynda sig att få i sig sina mediciner innan han får ett anfall. |               |                     |                  |
| 21 | 9             | "Svåra ord"         | 17 mars 2011     |
| Farfar och Kyparn diskuterar om när det är okej att svära och på Rydbergs Stadsbibliotek får man hålla sig till rätt ålderskategori när man lånar böcker. |               |                     |                  |
| 22 | 10            | "Stratos bröllop"   | 24 mars 2011     |
| Kyparn blir bjuden på sin kompis Stratos bröllop. Strax före bröllopet får Kyparn veta att han ska vara toastmaster, något han inte ser fram emot. Farfar och Lilltjejen försöker hjälpa till med att komma på vad en toastmaster kan göra för roligt. I åldersfighten tävlar Farfar och Lilltjejen om vem som är roligast, och Ungdomspensionärerna försöker hitta ett inbjudningskort till ett bröllop.                                                                         |               |                     |                  |
| 23 | 11            | "Favoritprylen"     | 31 mars 2011     |
| Kyparn älskar sin cykel, och tycker att det är den bästa pryl som finns. Ungdomspensionären Sulo får oväntat besök av en granne, och Professorn åldersbestämmer en mäklare från Arvika genom att undersöka hans cykel. |               |                     |                  |
| 24 | 12            | "Star Wårs"         | 7 april 2011     |